# 入沢康夫
入沢 康夫（入澤 康夫、いりさわ やすお、1931年11月3日 - 2018年10月15日）は、日本の詩人・フランス文学者。日本芸術院会員。
第1詩集『倖せ それとも不倖せ』(1955年)以降、知的で技巧を凝らした独特の作品世界を築き、新境地を拓く。作品に『季節についての試論』(1966年)、『わが出雲・わが鎮魂』(1968年)、『遐い宴楽』(2006年)など多数。

## 経歴
島根県松江市出身。東京都立西高等学校、東京大学文学部仏文科卒業。1955年、在学中に詩集「倖せそれとも不倖せ」を出版。
詩集・詩論集を多く発表し、実作のみならず理論面でも多大な影響を与える。宮沢賢治、ネルヴァル等の研究でも名高い。フランス詩の翻訳も行っている。
1998年、紫綬褒章受章。2008年日本芸術院会員。

## 受賞歴
- 1966年、『季節についての試論』で第16回H氏賞受賞[4]。
- 1968年、『わが出雲・わが鎮魂』で第20回読売文学賞詩歌俳句賞受賞[4]。
- 1983年、『死者たちの群がる風景』で第13回高見順賞受賞[4]。
- 1988年、『水辺逆旅歌』で第26回藤村記念歴程賞受賞。
- 1994年、『漂ふ舟・わが地獄くだり』で第12回現代詩花椿賞受賞[4]。
- 1998年、『入澤康夫〈詩〉集成 1951-1994』『唄 遠い冬の』の詩作で第39回毎日芸術賞受賞。
- 2002年、『遐い宴楽』で第10回萩原朔太郎賞受賞[4]。
- 2006年、『アルボラーダ』で第21回詩歌文学館賞受賞。

## 著作

### 詩集
- 『倖せそれとも不倖せ』（1955年、書肆ユリイカ）
- 『夏至の火』（1958年、書肆ユリイカ）
- 『古い土地』（1961年、梁山泊）
- 『季節についての試論』（1965年、錬金社）
- 『わが出雲・わが鎮魂』（1968年、思潮社）
- 『入沢康夫詩集』（1970年、思潮社 現代詩文庫）
- 『声なき木鼠の唄』（1971年、青土社）
- 『入澤康夫〈詩〉集成 1951-1970』（1973年、青土社）
- 『倖せそれとも不倖せ続』（1973年、書肆山田）
- 『「月」そのほかの詩』（1977年、思潮社）
- 『かつて座亜謙什と名乗った人への九連の散文詩』（1978年、青土社）
- 『牛の首のある三十の情景』（1979年、書肆山田）
- 『駱駝譜』（1981年、花神社）
- 『春の散歩』（1982年、青土社）
- 『死者たちの群がる風景』（1982年、河出書房新社）
- 『歌 耐へる夜の』（1988年、書肆山田）
- 『水辺逆旅歌』（1988年、書肆山田）
- 『夢の佐比』（1989年、書肆山田）
- 『漂ふ舟 わが地獄くだり』（1994年、思潮社）
- 『入澤康夫〈詩〉集成 1951-1994』（1996年、青土社）
- 『唄 遠い冬の』（1997年、書肆山田）
- 『楽園の思い出』（財部鳥子編、1994年、あーとらんど）
- 『遐い宴楽（とほいうたげ）』（2002年、書肆山田）
- 『アルボラーダ』（2005年、書肆山田）
- 『かりのそらね』（2007年、思潮社）

### 詩論・評論
- 『詩の構造についての覚え書』（1968年、思潮社 / 2025年、ちくま学芸文庫、野村喜和夫解説）
- 『詩の逆説』1973年、サンリオ出版 / 復刻 2004年、書肆山田）
- 『詩的関係についての覚え書』（1979年、思潮社）
- 『ネルヴァル覚書』（1984年、花神社）
- 『宮沢賢治 プリオシン海岸からの報告』（1991年、筑摩書房）
- 『詩にかかわる』（田野倉康一編、2002年、思潮社）
- 『「ヒドリ」か、「ヒデリ」か』（2010年、書肆山田）
- 『ナーサルパナマの謎』（2010年、書肆山田）

### その他著作
- 『ランゲルハンス氏の島』（落合茂と共著、1962年、私家版）
- 『宮沢賢治と心象スケッチ 講演記録』（1998年、れんが書房新社）

## 翻訳
- 『ネルヴァル全集 3』全3巻（筑摩書房）編集・共訳
- 新版『ネルヴァル全集』全6巻（筑摩書房）監修・共訳
- 『ポー詩集』（創元推理文庫）福永武彦と共訳
- ネルヴァル『火の娘たち』（ちくま文庫）中村真一郎と共訳
- ブルトン『秘法十七』（人文書院）
- 『フランス名詩選』（岩波文庫、のちワイド版）渋沢孝輔・安藤元雄と共編訳